# 歐陽萱
歐陽萱（—1895年）是臺灣清朝官員，於1895年擔任恆春縣知縣一職，接替陳文緯，是清朝恆春地區的父母官。他於乙未戰爭中，率領軍隊與日本軍隊對抗，後陣亡。
| 前任： 陳文緯 | 恆春縣知縣 1895年上任 | 繼任： — |